# ペロロプリテス
ペロロプリテス（Peloroplites、意味:怪物じみた重装歩兵）は、中生代白亜紀前期（約1億1,600万 - 1億900万年前）の現北アメリカ大陸に生息した草食恐竜の属の一つ。装盾亜目 - 曲竜下目 - ノドサウルス科に属する。

## 発見と記載
アメリカ合衆国ユタ州エメリー郡にあるシダーマウンテン層のふもとで発見された、部分的な後肢を除く全身の骨格化石によって知られている。それはケネス・カーペンターとその同僚によって2008年に命名された。
ペロロプリテス属は、同じ場所から発掘された多数の頭から尾にかけての骨とCEUM 26331(部分的な頭骨)という標本に基づく。これらの標本は非タイプ標本とされた。模式種はシダーマウンテン層に因んで命名されたP.cedrimontanusである。

## 形態
頭骨は長さ約56cm、幅（眉間の間隔)35.5cmだった。口先に歯はなく、わずかな角質のクチバシを有した。頭頂は緩やかなドーム状。また、上顎に保存されていた唯一の臼歯は、プリコノドン（ペロロプリテスとほぼ同時期に生息していた大型ノドサウルス類)のものとされる歯に酷似している。下顎は後ろ半分が見つかっている。
シルヴィサウルスのように、6つの脊椎骨が腰を支持していた。ほとんどの他のノドサウルス類と異なり、尺骨は長くてまっすぐだった。また、距骨は脛骨に融合していなかった。

## 純古生物学と古生態学
ペロロプリテスは、カメ、翼竜、新種のブラキオサウルス類、基盤的な曲竜類ケダルペルタおよびイグアノドンに近縁の鳥脚類の化石をさらに産出した泥岩地帯で見つけられた。
曲竜類はアプチアン期からアルビアン期の間で大きなサイズに到達した。ペロロプリテスとケダルペルタはサウロペルタ基準のサイズで比較可能である。実際、サウロペルタのものとされるより古い層のシダーマウンテン累層からの、分離された骨格は、実際のところペロロプリテスなのかもしれない。曲竜類は、体高が低い四足歩行の草食動物として通常解釈される。ペロロプリテスとの大きな歯および強健な顎は、それが他の曲竜類より硬い食物を食べていたことを示唆する。